# Viktor Kirílovich Baránov
Viktor Kirílovich Baránov (en ruso: Виктор Кириллович Баранов; Sheremetievka, Imperio ruso, 29 de mayojul./ 11 de junio de 1901greg. – Dnipropetrovsk, Unión Soviética, 26 de julio de 1970) fue un líder militar soviético que combatió durante la Segunda Guerra Mundial donde alcanzó el grado de teniente general (1943)
Baránov se unió al Ejército Rojo durante la Guerra civil rusa y sirvió como soldado de caballería. Pasó la década de 1920 y principios de la de 1930 luchando en la represión del movimiento Basmachí, llegando al mando de escuadrón. Al estallar la Operación Barbarroja, comandó la 5.ª División de Caballería, que se convirtió en la 1.ª División de Caballería de la Guardia en reconocimiento a sus acciones. Baranov comandó la división durante la incursión en el área de retaguardia alemana del 1.er Cuerpo de Caballería de la Guardia durante la batalla de Moscú, después del final de la incursión fue ascendido a comandante de dicho cuerpo. Lideró el cuerpo de caballería durante el resto de la guerra y estuvo al mando de un grupo mecanizado de caballería (KMG) durante la ofensiva Leópolis-Sandomierz. Convertido en Héroe de la Unión Soviética por su hábil liderazgo del cuerpo en las etapas finales de la guerra, ocupó el mando del cuerpo en la posguerra y se retiró del servicio activo a principios de la década de 1950.

## Biografía

### Infancia y juventud
Viktor Baránov nació el 11 de junio de 1901 en el pueblo de Sheremetyevka, Uyezd de Simbirsk, Gobernación de Simbirsk, en el seno de una familia de campesinos rusos. Baranov recibió tres años de educación primaria antes de abandonar la escuela. Trabajó en una fábrica de algodón en Fedchenko (Uzbekistán) desde noviembre de 1917. Después de la Revolución de Octubre, se unió a un destacamento de Guardias Rojos y luchó en la supresión de la nacionalista Autonomía de Kokand, después de lo cual fue trasladado a Arys (Kazajistán) para proteger los depósitos del ferrocarril.
En 1918, se unió al Regimiento Revolucionario de Zhlobin del Ejército Rojo. En marzo de 1918, Baranov luchó en batallas contra el Movimiento Blanco de los cosacos de Orenburgo del Atamán Aleksandr Dútov. Como comandante de pelotón del regimiento, luchó en el  Frente Trans-Caspio contra las tropas británicas y las fuerzas blancas a partir de julio. Después de que el regimiento fuera trasladado al Frente de Turquestán en octubre, Baranov fue transferido al 1.º Regimiento de Caballería Consolidado de Oremburgo en abril de 1919, donde sirvió como comandante de pelotón en la lucha contra la revuelta de los Basmachí en el óblast de Fergana. Resultó herido en batalla en 1918.

### Período de entreguerras
En diciembre de 1920, fue nombrado jefe de un puesto fronterizo del 31.º Escuadrón Fronterizo de las Tropas internas de la Cheká en Kushka, en octubre de 1921, fue enviado a estudiar en la Escuela de Caballería de Jinetes del Frente de Turquestán y ,después de graduarse en agosto de 1922, fue transferido al 15.º curso de caballería de Alma-Ata en Tashkent. Con un destacamento de cadetes consolidado, Baranov luchó en la represión del levantamiento Basmachí en el Emirato de Bujará occidental y oriental. Después de otro traslado en diciembre a la 4.ª Escuela Militar Combinada del Distrito Militar de Asia Central, en Tashkent, entre mayo y noviembre de 1923, luchó contra los destacamentos rebeldes Basmachí de Junaid Khan, Ulan Bek, Ibrahim Bek y otros. El 28 de diciembre de 1924, fue expulsado de la escuela militar y enviado a la 7.ª Brigada de Caballería de Turquestán en Boysun, donde fue nombrado comandante asistente de pelotón en el 79.º Regimiento de Caballería.
Después de liderar un destacamento volador del regimiento contra las bandas Basmachí de Ibrahím Bek, Baranov fue transferido, en julio de 1926, al 81.º Regimiento de Caballería en Termez, donde se convirtió en instructor político en el destacamento de suministros del regimiento después de unirse el Partido Comunista de la Unión Soviética. Durante este período, fue adscrito al 83.º Regimiento de Caballería para luchar contra las bandas rebeldes Basmachí de Junaid Jan en el Desierto de Karakum, entre agosto y diciembre de 1927, luego, entre abril y junio de 1928, regresó al 81.º Regimiento de Caballería para luchar contra las tropas de Utan Bek, y entre marzo y mayo de 1929 comandó un escuadrón del 82.º Regimiento de Caballería contra las tropas de Faizal Maksum. Por su «coraje en la batalla» contra los Basmachí, recibió la Orden de la Bandera Roja el 1 de agosto de 1929.
El 9 de noviembre de 1929, fue enviado a estudiar en los Cursos de Mejoramiento de Comandantes de Caballería de Novocherkask, después de completarlos, el 1 de junio de 1930, regresó al 81.º Regimiento de Caballería. Con dicho regimiento, se desempeñó como oficial político de escuadrón y comandante de escuadrón en una renovada lucha contra los rebeldes Basmachí en Tayikistán, Uzbekistán y Turkmenistán. En julio de 1932, fue nombrado jefe de la escuela de regimiento del Regimiento de Caballería de Tayikistán, más tarde se convirtió en jefe de Estado Mayor de dicho regimiento. En junio de 1934, fue  enviado a estudiar en la Academia Militar Frunze, después de graduarse se convirtió en jefe de la primera sección del Estado Mayor de la 18.º División de Caballería de Montaña de Turkmenistán en diciembre de 1937. Sirviendo como comandante interino de la 27.º Regimiento de Caballería de Montaña de Turkmenistán desde marzo de 1938, Baranov, entonces mayor, fue nombrado subcomandante de la 3.ª División de Caballería del Distrito Militar Especial de Kiev en Zhovkva.

### Segunda Guerra Mundial
En marzo de 1941, Viktor Baránov fue nombrado comandante de la 5.ª División de Caballería de Stávropol del 2.do Cuerpo de Caballería (comandante Pável Belov) en el Distrito Militar Especial de Kiev, el cuerpo estaba estacionado en el área de Lvov y Bucovina del Norte, puesto en el que se encontraba cuando la Alemania nazi invadió la Unión Soviética.
Después del inicio de la Operación Barbarroja, el 22 de junio de 1941, Baranov dirigió la división como parte del 9.º Ejército del Frente Sur en unas serie de sangrientas batallas defensivas en el Prut en el área deCahul, Fălciu y Leovo, y llevaron a cabo una retirada de combate a Kotovsk, Voznesensk, Nova Odesa, y posteriormente al Dniéper, Novomoskovsk, Bogodukhov, Belgorod y Korocha. Fue ascendido a mayor general el 24 de julio de 1941.
A finales de octubre fue trasladado a las cercanías de Moscú con el cuerpo, luchando en el área de Serpukhov y Kashira durante la Batalla de Moscú. Por sus valerosas acciones de combate, la división recibió el título honorífico de guardias, pasando a llamarse 1.ª División de Caballería de la Guardia el 26 de noviembre, mientras que el cuerpo se convirtió en el 1.er Cuerpo de Caballería de la Guardia. A finales de enero, el cuerpo fue enviado a una incursión en la retaguardia alemana a lo largo de la carretera de Moscú-Varsovia y durante cinco meses permaneció detrás de las líneas alemanas en la zona del Óblast de Smolensk junto con unidades aerotransportadas. El 10 de julio de 1942, después de regresar a las líneas soviéticas, Barónov fue ascendido a comandante del cuerpo y lo dirigió durante el resto de la guerra.
Después de la batalla de Moscú y hasta el final de la guerra, Baranov dirigió el 1.er Cuerpo de Caballería de la Guardia como parte de los frentes Oeste, Suroeste, Vorónezh y el Primer Frente Ucraniano combatiendo en la Tercera batalla de Járkov, Batalla del Dniéper, Batalla de Kiev, Ofensiva del Dniéper-Cárpatos, Batalla de Kamenets-Podolsky, ofensiva Leópolis-Sandomierz, ofensiva de los Cárpatos Orientales, ofensiva del Vístula-Óder, batalla de Berlin, batalla de Praga. Fue ascendido a teniente general el 15 de septiembre de 1943.
El cuerpo se distinguió particularmente en la captura de Zhitomir el 13 de noviembre de 1943, recibiendo el nombre de la ciudad como un honorífico además, Baránov recibió la Orden de la Bandera Roja por su liderazgo. Durante la ofensiva Leópolis-Sandomierz, en julio y agosto de 1944, comandó un grupo mecanizado de caballería (compuesto por su 1.er Cuerpo de Caballería de la Guardia y el 25.º Cuerpo de Tanques). El comandante del Primer Frente Ucraniano el Mariscal de la Unión Soviética Iván Kónev lo describió como un «general valiente y de voluntad fuerte» en una evaluación de diciembre de 1944, pero atenuó sus elogios al señalar que durante la Ofensiva de Leópolis-Sandomierz, Baranov fue «insuficientemente decisivo y solo cumplió sus misiones asignadas por la insistencia del consejo militar del frente». El 29 de mayo de 1945, por «completar con éxito la misiones de combate y la alta eficiencia de combate del cuerpo», Baranov recibió el título de Héroe de la Unión Soviética y la Orden de Lenin.

### Posguerra
Después del final de la guerra, Baránov fue puesto a disposición del Departamento de Personal del Comandante en Jefe de la Caballería del Ejército Rojo en agosto de 1946, y un mes después fue nombrado comandante del 14.º Cuerpo de Fusileros de la Guardia del Distrito Militar de Kiev. En noviembre de 1952,  completó los Cursos Académicos Superiores de la Academia Militar del Estado Mayor de las Fuerzas Armadas de la URSS y, el 13 de abril de 1953, fue transferido a la reserva. Baranov murió el 26 de julio de 1970 en Dnepropetrovsk (actual Dnipró), y fue enterrado en el cementerio Zaporizhke de la ciudad ucraniana.

## Promociones
- Mayor general (24 de julio de 1941)
- Teniente general (15 de septiembre de 1943).[9]

## Condecoraciones
A lo largo de su carrera militar, Viktor Baránov recibió las siguientes condecoraciones:
|  | Héroe de la Unión Soviética (N.º 7910, 29 de mayo de 1945)                                      |
|  | Orden de Lenin, dos veces (21 de febrero de 1945, 29 de mayo de 1945)                           |
|  | Orden de la Bandera Roja, cinco veces                                                           |
|  | Orden de Suvórov de 1.er grado                                                                  |
|  | Orden de Bohdán Jmelnitski de 1.er grado, dos veces                                             |
|  | Orden de la Guerra Patria de 1.er grado                                                         |
|  | Medalla por la Defensa de Moscú                                                                 |
|  | Medalla por la Victoria sobre Alemania en la Gran Guerra Patria 1941-1945                       |
|  | Medalla del 20.º Aniversario del Ejército Rojo de Obreros y Campesinos                          |
|  | Medalla Conmemorativa del 20.º Aniversario de la Victoria en la Gran Guerra Patria de 1941-1945 |
|  | Medalla Conmemorativa del 30.º Aniversario de la Victoria en la Gran Guerra Patria de 1941-1945 |
|  | Comandante de la Legión al Mérito (Estados Unidos)                                              |
|  | Orden del Servicio Distinguido (Reino Unido)                                                    |
|  | Orden de la Bandera Roja (Checoslovaquia)                                                       |
|  | Cruz del Valor (Polonia)                                                                        |
|  | Medalla Conmemorativa del Paso de Dukel (Checoslovaquia)                                        |